# 黃喙鱸
黃喙鱸，為輻鰭魚綱鱸形目鱸亞目鮨科的其中一種，被IUCN列為次級保育類動物，分布於東太平洋區的哥斯大黎加Isla del Coco及加拉巴哥群島海域，棲息深度5-73公尺，體長可達120公分，稚魚生活在紅樹林、海草床、潟湖，成魚生活在岩石底質海域，為底棲性魚類，屬肉食性，以魚類等為食，生活習性不明，可做為食用魚。